# باشگاه فوتبال سیون
باشگاه فوتبال سیون (انگلیسی: FC Sion) یک باشگاه فوتبال در کشور سوئیس است.
این باشگاه که در شهر سیون قرار دارد در سال ۱۹۰۹ میلادی تأسیس شده است و سابقه ۲ قهرمانی در سوپر لیگ فوتبال سوئیس و ۱۲ قهرمانی در جام حذفی فوتبال سوئیس را در کارنامه دارد.